# Uma Patada Com Carinho
Uma Patada Com Carinho é um álbum em quadrinhos da cartunista Chiquinha que traz várias histórias curtas (geralmente de apenas uma página cada) com a personagem "Elefoa Cor-de-Rosa" (que é, exatamente, uma elefanta cor-de-rosa) que aborda de maneira humorística assuntos do universo feminino, como TPM, chocolate e relacionamento com os homens. O livro foi publicado em 2011 pela editora Leya/Barba Negra e, no ano seguinte, ganhou o Troféu HQ Mix na categoria "melhor publicação de humor gráfico".